# Empty Socks
Empty Socks är en amerikansk animerad kortfilm från 1927 med Kalle Kanin i huvudrollen.

## Handling

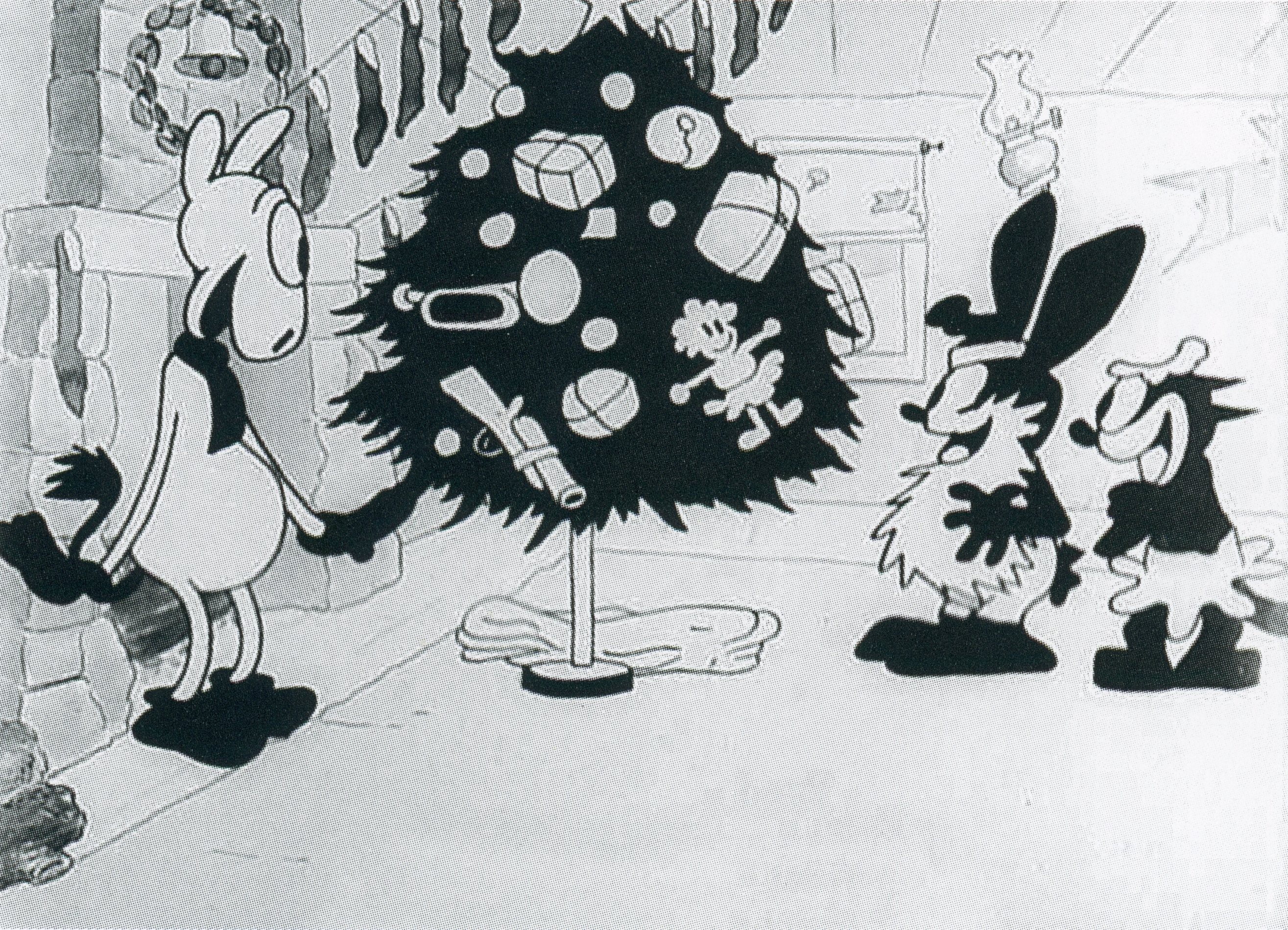
Stillbild från filmen

Kalle Kanin klär ut sig till jultomte och delar ut julklappar till föräldralösa barn. Hans goda gärning får dock en vändning när ett barn, som vill leka med sin leksaksbrandbil, råkar starta en riktig brand.

## Om filmen
Filmen var från början tänkt att gå under titeln Xmas Story, men ändrades till slut till Empty Socks.
Filmen är Disneys allra första julfilm och ansågs länge vara försvunnen ända tills en kopia återhittades på Nasjonalbiblioteket i Norge 2014, som var fem minuter lång jämfört med filmens originallängd på sex minuter. Efter att filmen restaurerades digitalt hade den nypremiär i december samma år på Nasjonalbiblioteket till pianomusik.